# Walter Kohl (Unternehmer)

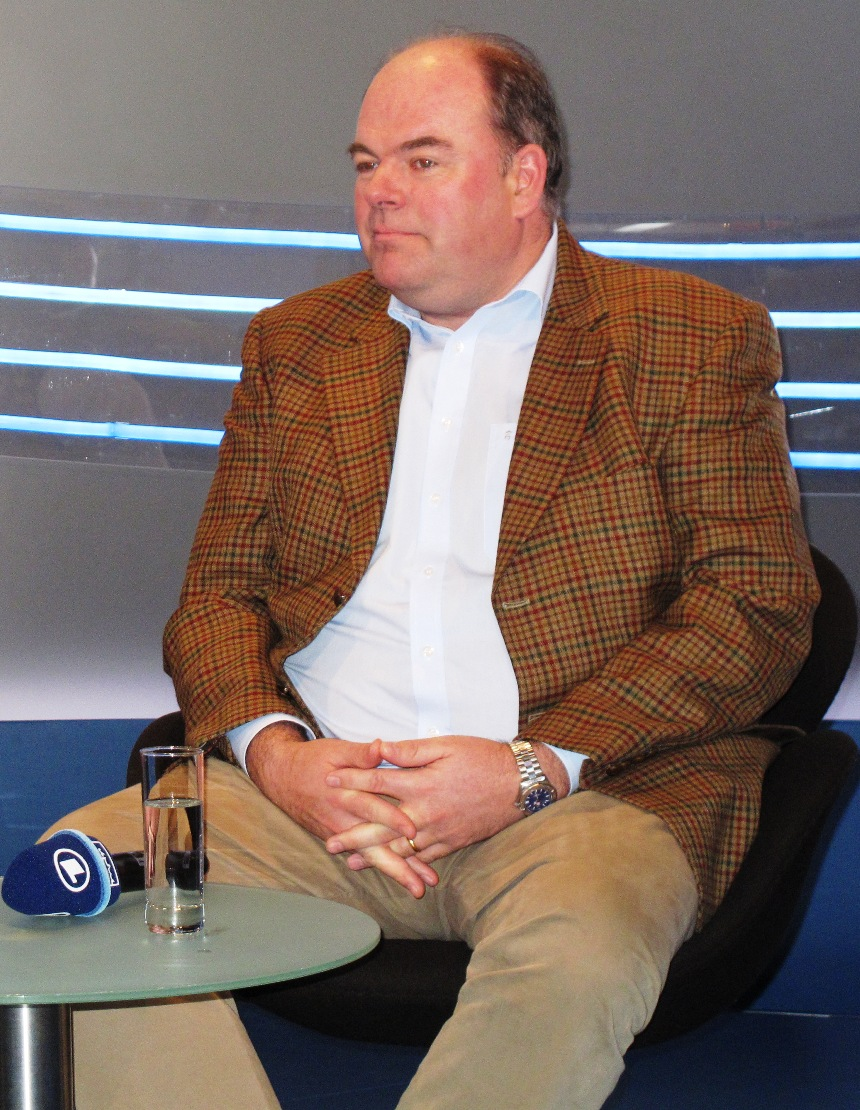
Walter Kohl auf der Leipziger Buchmesse 2011

Walter Kohl (* 16. Juli 1963 in Ludwigshafen am Rhein) ist ein deutscher Unternehmer und Autor.

## Werdegang
Walter Kohl ist der Sohn des ehemaligen deutschen Bundeskanzlers Helmut Kohl und dessen erster Ehefrau Hannelore Kohl sowie der ältere Bruder von Peter Kohl. Die Familie lebte zunächst in Ludwigshafen-Gartenstadt und zog 1971 in den Stadtteil Oggersheim um.
Nach dem Abitur am staatlichen Carl-Bosch-Gymnasium in Ludwigshafen 1982 diente er zwei Jahre als Reserveoffiziersanwärter bei einer Jägereinheit der Bundeswehr. Von 1985 bis 1989 studierte er an der Harvard University (USA) Volkswirtschaft und Geschichte. Das Studium absolvierte er mit einem Bachelor of Arts (als Doppelabschluss). Ein Aufbaustudium zum Diplom-Volkswirt an der Universität Wien schloss er im Sommer 1990 ab.
Anschließend arbeitete er als Financial Analyst bei der US-amerikanischen Investmentbank Morgan Stanley in deren New Yorker Firmenzentrale in den Bereichen Corporate Finance (Sektor Öl und Gas) sowie Kapitalmärkte (Börsengänge). 1993 schloss er eine MBA-Ausbildung am INSEAD in Frankreich ab.
Nach mehr als neun Jahren im Ausland, davon sechs in den USA, kehrte Walter Kohl 1994 nach Deutschland zurück. In den folgenden zehn Jahren arbeitete er in leitender Position als Controllingverantwortlicher bei der Kaufhof Holding und der Metro in Köln, später als Controllingleiter bei der Metro Immobilien sowie der Deutschen Vermögensberatung in Frankfurt.
1999 gründete er zusammen mit seinem Vater Helmut Kohl eine Unternehmensberatung.
2005 machte er sich selbständig und gründete mit seiner zweiten Ehefrau, der Koreanerin Kyung-Sook Kohl (geb. Hwang), die Firma Kohl & Hwang, einen Lieferanten für Stanz- und Umformwerkzeuge aus Südkorea für die europäische Automobilindustrie. Ab 2007 war er für das in chinesischer Hand befindliche Unternehmen Plastic Solution Ningbo Europe GmbH aktiv, das Kunststoffspritzgusswerkzeuge für automobile Anwendungen liefert, dort bis Juni 2011 als Geschäftsführer. Kohl & Hwang verkaufte Walter Kohl im Sommer 2018 an einen koreanischen Investor.
Seitdem ist er als Redner und Unternehmensberater tätig. 2019 trat Walter Kohl in die CDU ein und gründete 2020 die Initiative Deutschland in Europa.

## Buchautor
Im Januar 2011 legte er ein Buch mit dem Titel Leben oder gelebt werden vor, in dem er seinen persönlichen Werdegang und den Umgang mit den besonderen Herausforderungen seiner Herkunft beschreibt. Das Buch löste ein umfangreiches Medienecho aus und war wochenlang auf Platz eins der Bestsellerlisten. Kohls zweites Buch mit dem Titel Leben was du fühlst erschien im Mai 2013. Im Jahr 2014 erschien ein Buch gemeinsam mit dem Benediktiner-Pater Anselm Grün zur Bedeutung christlicher Ethik im Management. Im Februar 2020 veröffentlichte er das politische Sachbuch Welche Zukunft wollen wir? Mein Plädoyer für eine Politik von Morgen.

## Privates
Walter Kohl war in erster Ehe mit der Wirtschaftswissenschaftlerin Christine Volkmann verheiratet. Der Ehe entstammt der 1996 geborene Sohn Johannes Volkmann. Dieser ist seit 2021 Kreistagsvorsitzender des Lahn-Dill-Kreises und wurde auf dem CDU-Parteitag im Mai 2024 in den Bundesvorstand der Partei und bei der Bundestagswahl 2025 in den Bundestag gewählt.
Sein erstes öffentliches Interview gab Kohl im August 2008 in der Zeitschrift Bunte. Er äußerte Befremden darüber, dass er und sein Bruder Peter nicht zur Hochzeit seines Vaters mit Maike Richter im Mai desselben Jahres eingeladen worden waren.
Maike Kohl-Richter wurde vorgeworfen, sie sei darauf fixiert, um Kohl „eine Mauer zu bauen“. Daraus resultiere auch die Entfremdung der beiden Söhne Kohls von ihrem Vater.
An der Beisetzung seines Vaters nahm Kohl, wie die gesamte Familie, nicht teil.
Im NDR-Info-Podcast Raus aus der Depression sprach Kohl 2021 als Gast mit Moderator Harald Schmidt über den Suizid seiner Mutter, seine eigene Depression und einen Suizidversuch.

## Veröffentlichungen
- Leben oder gelebt werden: Schritte auf dem Weg zur Versöhnung. Integral Verlag, München 2011, ISBN 978-3-7787-9204-9.
- Leben was du fühlst. Von der Freiheit, glücklich zu sein. Der Weg der Versöhnung. Herder, Freiburg im Breisgau 2014, ISBN 978-3-451-06697-9.
- mit Anselm Grün: Was uns wirklich trägt. Über gelingendes Leben. Herder, Freiburg im Breisgau 2014, ISBN 978-3-451-33292-0.
- Welche Zukunft wollen wir? Mein Plädoyer für eine Politik von Morgen. Herder, Freiburg im Breisgau 2020, ISBN 978-3-451-38463-9.